# Annay-sur-Serein
Annay-sur-Serein je francouzská obec v departementu Yonne, v regionu Burgundsko-Franche-Comté. V roce 2008 zde žilo 244 obyvatel. Leží u řeky Serein.